# François Pignon
Pour les articles homonymes, voir Pignon, François Perrin et Perrin.
François Pignon est un nom commun à plusieurs personnages de fiction créés par Francis Veber. Le nom apparaît pour la première fois en 1971, dans la pièce de Francis Veber Le Contrat, le rôle étant interprété au théâtre par Jean Le Poulain. La pièce est adaptée au cinéma deux ans plus tard sous le titre de L'Emmerdeur, Jacques Brel devenant le premier comédien à incarner un François Pignon au cinéma. Par la suite, plusieurs comédies, dont Veber est réalisateur, scénariste, mettent en scène un personnage portant ce nom. D'autres films du même auteur mettent en scène des personnages appelés François Perrin, qui constituent une variante de François Pignon, les deux noms désignant dans l'esprit de leur auteur un même type de personnage. 
Le point commun de ces personnages, qui font désormais partie du folklore du film français, est de se trouver face à une situation qui les dépasse, voire dont ils n'ont même pas conscience ; dans un certain nombre de cas, les Pignon-Perrin se démarquent par leur candeur (parfois à la limite de l'idiotie), leur grande naïveté et leur gentillesse. Francis Veber évoque ainsi ce nom récurrent : « Pourquoi ai-je choisi de l'appeler François Pignon ? Je l'ignore. Et pourquoi me suis-je attaché à ce nom au point de le faire porter par sept comédiens différents ? Je n'ai pas d'explication non plus. Toujours est-il que Pignon, personnage imaginaire et composite, a tenu plus de place dans ma vie que la plupart des gens « réels » que j'ai pu rencontrer. [...] Qu'il fût suicidaire dans L'Emmerdeur, malchanceux dans La Chèvre ou con dans Le Dîner, c'était toujours le même petit homme dans la foule, plongé dans une situation qui le dépassait et dont il parvenait à se sortir en toute inconscience. »
Le nom de François Pignon apparaît pour la deuxième fois au cinéma dans Les Compères (1983), où il est porté pour la première fois par Pierre Richard. À partir de cette époque, il prend le pas sur François Perrin, lequel n'est plus utilisé jusqu'en 1996, date à laquelle il est attribué à Patrick Bruel dans Le Jaguar. Francis Veber considère qu'il est alors tombé « amoureux » du nom de François Pignon « au point de le garder dans tout ce que j'ai pu écrire par la suite, que ce soit pour le théâtre ou pour le cinéma. Seule exception, Tais-toi ! où Depardieu s'appelle Quentin, parce que je n'étais pas l'auteur de l'idée originale. Pourquoi Pignon ? Je ne sais pas. On m'a souvent posé la question et je n'ai jamais trouvé de réponse satisfaisante. Je crois que c'est simplement parce que j'aime le nom et que j'ai fini par le considérer comme un porte-bonheur ».
En manière de clin d'œil à la variante François Perrin, l'acteur Francis Perrin, quand il coécrit le film Le Débutant (1986) avec Daniel Janneaule, décide de donner le nom de « François Veber » à son personnage (il avait également créé le personnage de « François Pépin » dans Ça n'arrive qu'à moi).

## Les François Pignon
- Le Contrat (1971), pièce de Francis Veber : Jean Le Poulain
- L'Emmerdeur (1973) : Jacques Brel
- Les Compères (1983) : Pierre Richard
- Les Fugitifs (1986) : Pierre Richard
- Le Dîner de cons (1998) : Jacques Villeret au théâtre et au cinéma, et au théâtre seulement Daniel Hanssens (1993), Dany Boon (2007) et Régis Laspalès (2009)
- Le Placard (2001) : Daniel Auteuil
- La Doublure (2005) : Gad Elmaleh
- L'Emmerdeur (2008) : Patrick Timsit (également sur scène à Paris en 2005-2006)
- Cher trésor (pièce de théâtre, 2012) : Gérard Jugnot
- Le Placard (adaptation théâtrale, 2013) : Élie Semoun

## Les François Perrin
- Le Grand Blond avec une chaussure noire (1972) : Pierre Richard
- Le Retour du Grand Blond (1974) : Pierre Richard
- On aura tout vu (1976) : Pierre Richard
- Le Jouet (1976) : Pierre Richard
- Coup de tête (1978) : Patrick Dewaere
- Cause toujours... tu m'intéresses ! (1979) : Jean-Pierre Marielle
- La Chèvre (1981) : Pierre Richard
- Le Jaguar (1996) : Patrick Bruel

## Les autres François(e) de Francis Veber
- Appelez-moi Mathilde (1969) : Michel Serrault (François)
- Il était une fois un flic (1971) : Mireille Darc (Christine, alias Françoise)
- Le Magnifique (1973) : Jean-Paul Belmondo (François Merlin)
- La Valise (1973) : Mireille Darc (Françoise)
- Les Séducteurs (1980) : Lino Ventura (François Quérole)

## Autres noms et prénoms récurrents dans l'univers de Veber
- Christine
  - Mireille Darc dans Il était une fois un flic (1971), Le Grand Blond avec une chaussure noire (1972) , Le Retour du Grand Blond (1974) et Le Téléphone rose (1975)
  - Jacqueline Bisset dans Le Magnifique (1973)
  - Miou-Miou dans On aura tout vu (1976)
  - Annie Girardot dans Cause toujours... tu m'intéresses ! (1979)
  - Anny Duperey dans Les Compères (1983)
  - Alexandra Vandernoot dans Le Dîner de cons (1998), Le Placard (2000) et Cher Trésor (pièce de théâtre, 2012)
  - Kristin Scott Thomas dans La Doublure (2006)

- Campana
  - Michel Constantin dans Il était une fois un flic (1971)
  - Gérard Depardieu dans La Chèvre (1981)
  - Jean Reno dans Le Jaguar (1996) ainsi que la reprise adaptée en pièce de théâtre en décembre 2004.

- Letellier
  - Jean-Yves Gautier dans Adieu poulet (1974)
  - Jean-Paul Belmondo dans Peur sur la ville (1975)

- Lucas
  - Michael Lonsdale dans Il était une fois un flic (1971)
  - Gérard Depardieu dans Les Compères (1983) et Les Fugitifs (1986)
  - Nick Nolte dans Les Trois Fugitifs (1989)

- Milan
  - Bernard Blier dans Le Grand Blond avec une chaussure noire (1972)
  - Lino Ventura dans L'Emmerdeur (1973)
  - Giovanni Vettorazzo (it) dans La Cage aux folles 2 (1980)
  - Philippe Khorsand dans Les Compères (1983)
  - Richard Berry dans L'Emmerdeur (2008)

- Perrache
  - Paul Le Person dans Le Grand Blond avec une chaussure noire (1972) et Le Retour du Grand Blond (1974)
  - Thierry Nenez dans La Doublure (2006)
- Toulouse
  - Jean Rochefort dans Le Grand Blond avec une chaussure noire (1972) et Le Retour du Grand Blond (1974)
  - Éric Le Roch dans Cher Trésor (pièce de théâtre, 2012)

## Box-office en France
Un million d'entrées et plus :
| Titre                                   | Année | Entrées   |
| --------------------------------------- | ----- | --------- |
| Le Dîner de cons                        | 1998  | 9 247 001 |
| La Chèvre                               | 1981  | 7 080 137 |
| Le Placard                              | 2001  | 5 317 828 |
| Les Compères                            | 1983  | 4 847 229 |
| Les Fugitifs                            | 1986  | 4 496 827 |
| Le Grand Blond avec une chaussure noire | 1972  | 3 471 266 |
| L'Emmerdeur                             | 1973  | 3 354 756 |
| La Doublure                             | 2006  | 3 087 562 |
| Le Jaguar                               | 1996  | 2 390 580 |
| Le Retour du grand blond                | 1974  | 2 195 219 |
| Le Jouet                                | 1976  | 1 249 452 |